# Kernenergie im Vereinigten Königreich

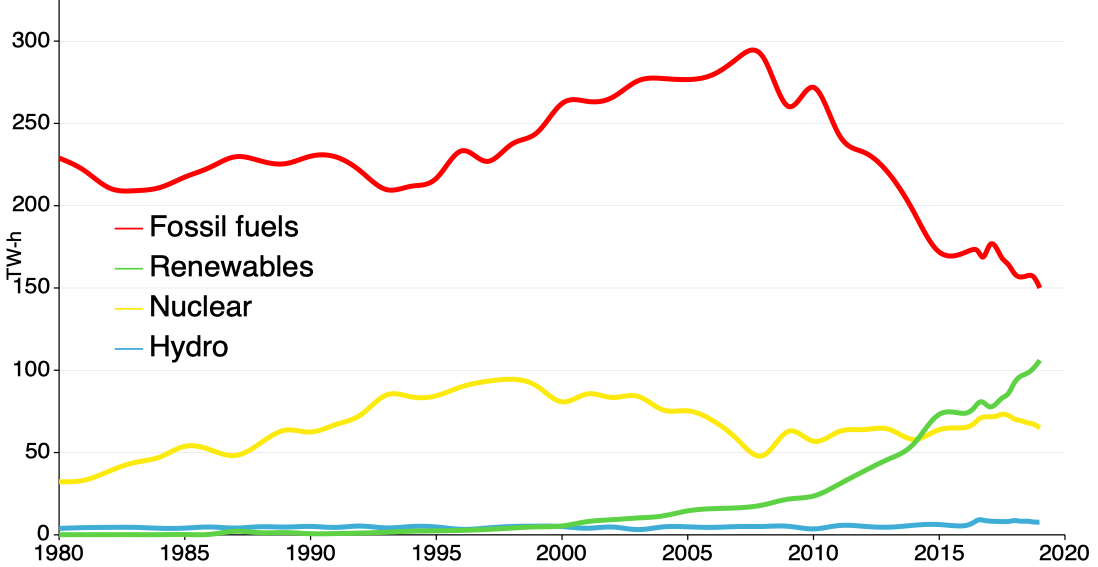
Stromerzeugung im Vereinigten Königreich von 1980 bis 2020 nach Energiequelle. Kernenergie in gelb.

Stand Juli 2022 werden im Vereinigten Königreich (Großbritannien) an 5 Standorten 10 Reaktorblöcke mit einer installierten Nettogesamtleistung von 6,37 GW betrieben; 35 Reaktorblöcke wurden bereits dauerhaft stillgelegt. Der erste kommerziell genutzte Reaktorblock ging 1956 in Betrieb. Der Anteil der Kernkraft an der Gesamtstromerzeugung liegt Stand 2022 bei etwa 15 %. Im Jahr 2020 wurden in Großbritannien 313 TWh Elektrizität erzeugt, davon stammten 50,3 TWh aus Kernkraftwerken. 2016 waren es noch 72 TWh gewesen.
Der britische Kraftwerkspark nähert sich zunehmend dem Ende seiner Lebensdauer. Mit einer Ausnahme sollen alle 2022 betriebenen Reaktoren vor 2030 abgeschaltet werden. Das Vereinigte Königreich plant den Bau neuer Reaktoren. Bis 2050 sollen Reaktoren mit 24 GW elektrischer Leistung am Netz sein und 25 % des Strombedarfs decken. Stand Dezember 2023 sind zwei neue Reaktoren im Bau, zwei weitere genehmigt.

## Liste der Kernreaktoren im Vereinigten Königreich
In Großbritannien gibt es bislang nur einen Druckwasserreaktor, Sizewell B, am Standort des Kernkraftwerks Sizewell. Bei allen anderen Reaktorblöcken, die zurzeit in Betrieb sind, handelt es sich um gasgekühlte Reaktoren des Typs AGR.

## Errichtung neuer Reaktorblöcke
Im Januar 2008 forderte die britische Regierung die Industrie dazu auf, Pläne zum Ausbau der Kernenergie auszuarbeiten. Eine staatliche Finanzierung von Aufbau, Betrieb oder Entsorgung wurde dabei ausgeschlossen. Daraufhin kündigte EdF den Bau von vier Kernkraftwerken in Großbritannien an und prognostizierte, das erste 2017 fertigstellen zu können. Das Kabinett Brown nahm am 10. Januar 2008 Pläne an, welche die Errichtung neuer Kernkraftwerke weit vor 2020 vorsahen.
Im März 2009 forderten E.ON und EdF von der britischen Regierung, den Ausbau der Windenergie zu begrenzen, da ansonsten neue Kernkraftwerke nicht rentabel seien. Wenige Tage nach dem Beginn der Nuklearkatastrophe von Fukushima – es war noch nicht bekannt, dass es drei Kernschmelzen gab – bekräftigte Premierminister David Cameron seine AKW-Neubaupläne.
Als Gordon Brown 2007 ins Amt kam, florierte die Wirtschaft. 2008 bzw. 2009 begannen mehrere schwerwiegende Wirtschaftskrisen (Weltfinanzkrise 2007–2008, Eurokrise) und weltweit trübten sich die Erwartungen für Wirtschaftswachstum und den damit verbundenen steigenden Energiebedarf ein.
Ende März 2012 gaben RWE und E.ON bekannt, dass sie sich aus dem Neubau von Kernkraftwerken in Großbritannien zurückziehen würden. Das gemeinsame Joint-Venture Horizon Nuclear Power, welches für diesen Zweck gegründet worden war, wurde 2012 verkauft.
Ende Juli 2012 meldeten französische Medien, dass chinesische Unternehmen möglicherweise bis zu 45 Mrd. Euro für den Bau fünf neuer Kernreaktoren in Großbritannien investieren: man wolle sich in einem der am stärksten kontrollierten Märkte der Welt bewähren, um sich für weitere entsprechende Investitionen beispielsweise in Afrika oder im Nahen Osten vorzubereiten. Hochrangige Vertreter des Shanghai Nuclear Engineering Research and Design Institute (SNERDI/ Schanghaier Institut für Forschung und Design von Nukleartechnik, einer Tochtergesellschaft der China National Nuclear Corporation / CNNC) trafen sich mit hochrangigen britischen Beamten zur Abklärung der Abgabe eines Angebotes im Rahmen des Horizon-Projektes.
Die NIA (‚Nuclear Industry Association‘; britischer Interessenverband) teilte im August 2012 mit, einer Umfrage zufolge würden 80 % der britischen Bevölkerung Kernenergie als Teil eines Energiemixes befürworten – aber nur, sofern der produzierte Strom nicht teurer sei als andere Quellen. Ursprünglich sollte bis Ende 2012 über den Bau von ein oder zwei neuen Kernreaktoren in Hinkley Point durch die Électricité de France (EDF) entschieden werden.
Ende September 2012 ließen EDF und ihr chinesischer Partner CGN (China General Nuclear Power Group) die Frist zur Abgabe eines Angebots für das E.ON/RWE-Joint-Venture Horizon verstreichen.
Am 4. Februar 2013 gab Centrica ihren Rückzug aus dem Neubau von AKWs in Großbritannien bekannt. Sie hatte eine 20 %-Option auf die neuzubauenden Reaktoren in Hinkley Point und Sizewell. Das Unternehmen begründete den Ausstieg mit Planungsunsicherheit durch gestiegene Kosten und längere Bauzeit.
Die  britische Regierung hatte 2014 von der EU-Kommission die Zustimmung erhalten, Kernkraftwerkbetreibern für Atomstrom einen fixen (über dem Marktpreis für Strom liegenden) Einspeisetarif zahlen zu dürfen (umgerechnet 12 Cent je Kilowattstunde); dieser sollte Kernreaktor-Neubauten attraktiv machen. Eine Klage Österreichs gegen diese Beihilfe wurde vom Europäischen Gerichtshof in zweiter Instanz zurückgewiesen. Dieser bestätigte zudem, dass EU-Mitgliedsstaaten ihren Energiemix selber wählen könnten.

### Hinkley Point C
Im März 2013 wurde genehmigt, zwei EPR-Einheiten am Standort des Kernkraftwerks Hinkley Point zu errichten (Hinkley Point C). Um diese rentabel betreiben zu können, verlangte der Betreiber EDF eine Einspeisevergütung (strike price) von 95 bis 100 Pfund/MWh über 40 Jahre – der Börsenstrompreis betrug im ersten Halbjahr 2013 etwa 45 Pfund/MWh, was in etwa der in Großbritannien gezahlten Einspeisevergütung für Onshore-Windenergie entsprach.
Am 21. Oktober 2013 gab EdF bekannt, sein französisch-chinesisches Konsortium habe mit der britischen Regierung in einem Rahmenabkommen vereinbart, für 16 Milliarden Pfund Sterling (GBP; zu dieser Zeit knapp 18,9 Milliarden Euro) zwei Druckwasserreaktoren errichten zu lassen. Dem Konsortium gehören neben der EdF mit 40–50 % und dem Kraftwerksbauer Areva mit 10 % die chinesischen Unternehmen CGN und CNNC mit einem Anteil von zusammen 30–40 % an. Stand Februar 2023 soll der erste Reaktorblock im September 2028 fertiggestellt werden, die Kosten sind mittlerweile auf 32,7 Mrd. Pfund (37,7 Mrd. Euro) gestiegen.

### Sizewell C
EDF beabsichtigt, am Standort Sizewell zwei Reaktorblöcke vom Typ EPR zu errichten (Sizewell C). Im Juli 2022 wurde die Baugenehmigung erteilt. Die finale Investitionsentscheidung wurde für 2023 erwartet. Finanziert werden sollen die Reaktoren nicht wie Hinkley Point C über einen Differenzvertrag mit fester Einspeisevergütung, sondern über eine bereits während des Baus des Kraftwerks erhobene Umlage für die Stromverbraucher (sog. Regulated-Asset-Base-Modell).

## Urananreicherung
Urenco betreibt eine Urananreicherungsanlage bei Capenhurst in der Grafschaft Cheshire.

## Wiederaufbereitung
Im Nuklearkomplex Sellafield (ehemals Windscale) fand bis 2022 die Wiederaufarbeitung abgebrannter Brennelemente statt. Am 10. Oktober 1957 kam es in einem Kernreaktor in Windscale zu einem Brand (siehe Windscale-Brand), der als Stufe 5 auf der INES-Skala eingestuft wurde.

## Politik seit Juli 2024
Seit dem 5. Juli 2024 amtiert das Kabinett Starmer. 
Es ist die erste Labour-Regierung seit der Unterhauswahl am 6. Mai 2010; von 2010 bis 2024 regierten die Tories.
Am 30. September 2024 wurde das Kraftwerk Ratcliffe-on-Soar als letztes Kohlekraftwerk im UK geschlossen. 
Der Anteil von Gas am Strommix betrug 2022 mehr als 38 Prozent. Der Stromverbrauch des UK ging in den Jahren zuvor zurück; zugleich stieg der Anteil der Windkraftanlagen an der Stromerzeugung stark.
Premierminister Keir Starmer rief 2024 potentielle Anbieter dazu auf, konkrete Vorschläge für Small Modular Reactors (SMR) zu machen. Angesichts der enormen Preissteigerungen beim im Bau befindlichen Kernkraftwerk Hinkley Point C erscheint dies fraglich.
In einer Umfrage von YouGov am 7. April 2025 sagten 49 Prozent der Befragten, sie seien für die Erzeugung von Atomstrom. 29 Prozent äußerten sich dagegen und 22 % äußerten keine Meinung. Im UK gibt es kein Endlager für Atommüll.